# 穆肖米·鲁宾逊
穆肖米·鲁宾逊（英語：Moushaumi Robinson，1981年4月13日—），美国女子田径运动员，主攻短跑。她曾代表美国参加2004年夏季奥林匹克运动会田径比赛，获得女子4×400米接力金牌。